# Curvularia falcata
Curvularia falcata är en svampart som först beskrevs av Tehon, och fick sitt nu gällande namn av Karel Bernard Boedijn 1933. Curvularia falcata ingår i släktet Curvularia och familjen Pleosporaceae.   Inga underarter finns listade i Catalogue of Life.